# 7-ميثيل غوانوسين
7-ميثيل غوانوسين (م7غ) (بالإنجليزية: 7-Methylguanosine)‏ واختصارا (m7G) هو نوكليوتيد بيورين معدل، وهو عبارة عن غوانوزين ممثيل في الذرة رقم 7، حين يتواجد في بول الإنسان يعتبر مؤشرا حيويا على بعض أنواع السرطان. في جزيئات الرنا يتم استخدام 7-ميثيل غوانوسين لدراسة وفحص التفاعل المتعلق بميثيل غوانوسين. كما يلعب دور مجموعة صادة في النهاية 5' لجزيئات الرنا الرسول. ويتواجد في كل من جزيئات الرنا الرسول، الرنا الناقل والرنا الريبوسومي.

## وصلات خارجية
- Metabocard for 7-Methylguanosine (HMDB01107)، قاعدة بيانات ميتابولوم الإنسان، جامعة ألبرتا